# アントーニオ本多
アントーニオ本多（アントーニオほんだ、1978年1月2日 - ）は、日本の男性プロレスラー。本名：本多 宗一郎（ほんだ そういちろう）。役者時の芸名はアントニオ本多（アントニオほんだ）。東京都出身。血液型A型。
父は俳優の渡辺哲。双子の兄は俳優の本多英一郎。

## 経歴
武蔵野美術大学在学中は、一橋大学の学生プロレスサークルHWWA所属の傍ら、演劇あるいは前衛演劇に出場して卒業後に俳優業と学生プロレスを続けていた。武蔵野美術大学芸術祭におけるマン・ツィンポーとの試合でマッスル坂井にスカウトされて2005年1月4日、「マッスル2」に参戦して頭角を現す。
DDTマットにおいてはキューバ軍団のマネージャーを経てイタリア人ユニット「イタリアン・フォー・ホースメン」で確固たる地位を築くと共にプロレスの技量も着実に成長。言葉の端々に「ジョルノ」、「カルパチョ（カルパッチョ）」、「ルネサンス」、「ミゼラブル」とうさんくさい単語を混ぜながらハイテンションでまくしたてるマイクアピールを見せていた。
イタリア軍帰国後、ハワイ軍団「aWo（アロハ・ワールド・オーダー）」のアントーニオ“ザ・ドラゴン”本多として活動し、プリンス・トーゴーとのコンビでKO-Dタッグ選手権を獲得した。
2007年末、ディック東郷の裏切りに遭ってからはお笑い要素を封印し、東郷率いるメタル・ヴァンパイアと抗争を続け正規軍入り。
2008年9月、イタリアン・フォー・ホースメン再結成にともないヒールターンした。
またユニオンプロレスでは別キャラクター「A.YAZAWA」として不定期参戦している。
2007年8月11日に開催されたAOMORI ROCK FESTIVAL. 07'のMCに抜擢され、翌年以降も同イベントに出演を続けている。
2010年11月18日、新日本プロレス「NEVER.4」にて頚椎後縦靭帯骨化症から1年3か月ぶりに復帰した天山広吉の相手となった。
2012年4月8日新木場大会開始前、ラジオ体操の音楽に乗せてハルク・ホーガンの物真似をする「ハルク・ホーガン体操」を披露。これが話題を呼び、4月10日、ニコニコ動画のDDT公式チャンネル「DDTプロレスアワー」にて公開された。こちらも再生回数7万回を達成するというプロレス動画としては異例の再生回数を成し遂げ、勢いのまま動画発信元のニコニコ動画の親会社ドワンゴ主催のニコニコ超会議2に上記の「ハルク・ホーガン体操」で参加した（ただし、試合会場の混雑と客層的にマッチしなかったことから思うように人が集められず、ブースの空気は何とも微妙なものとなってしまった）。
2013年はモンスターアーミーで本多二等兵という肩書で活躍していた。8月17日に行われたDDT両国大会において、哲元帥こと父・渡辺哲と親子でリングに立った。坂口征夫にフォールされ、試合後征夫の弟である坂口憲二に手錠をかけられリングを後にした。
2014年3月21日、モンスターアーミー解散。その後映画の話などで意気投合している竹下幸之介と竹下のタッグパートナー遠藤哲哉とともにハッピーモーテルを結成。

## ポップバンド Daisetz
2020年6月18日に、自身の友人達を集めてPOPバンド、Daisetz（）を結成。同年8月2日にイタリアンポップスの演奏をたしなむ食事会として活動を始めると世界観のある作詞とメロディ作りの才能に目覚め、key.LiFと共にオリジナル曲を作り始める。コロナ禍を経て、2022年7月31日にライブデビュー。2023年からはほぼ毎月ライブ会場に出演。繊細な曲から稚気のある曲、曲中に熱い想いを語ったりストーリー仕立てのものなども織り交ぜたライブパフォーマンスに、やみつきになるファンが急増中。
2023年11月26日にデビューシングル「僕のラブレター」（5曲入り）を発売と共にPV公開と、初のワンマンライブを開催。新宿レッドクロスにてチケットはsold out。前座にマットプロレスも取り入れ大盛況に終わる。以降、「僕のラブレター」がプロレスの入場曲になる。
メンバーは、Vo.アントーニオ本多、Vo.トランザム★ヒロシ（BASARA）、Gr.新納刃（魔界）、Gt.ブランコ・オギーソ（学プロの神様）、Key.LiF、Ba.さとうなつみ、Dr.ひきっちゃん、SAX.関根龍一（BASARA）
2024年11月15日に渋谷GUILTYにて、2度目のワンマンライブを開催予定。

## 得意技
ダイビング・フィスト・ドロップ
コーナー上でワンショルダーの肩ひもを外し放つ。現在の主なフィニッシャー。
南部式ナックル
アントン曰く、表現の粋を尽くした技。
バイオニック・エルボー
エルボー・スタッブ。ナックル連打からの連続攻撃で使用され、観客からは「ダスティ！」という掛け声がかかる。放つ直前に腕・腰の回転といった独特のムーブを入れる。
卍固め
ここ一番でのフィニッシャー。
延髄斬り
イタリアン・パウダー
ルー・テーズ・プレス
この技から1ダースのナックルを打ち込み、ロープに飛んでからエルボー・ドロップを放つ。
アリキック
トラース・キック
リッキー
バックハンド・チョップ。
ボーン・トマホーク
前かがみになった相手へのカチ上げ式ニーリフト。技名は映画「トマホーク ガンマンvs食人族」の原題「Bone Tomahawk」から。
スコーピオン・デス・ドロップ
リバースDDT。技名を叫んでから放つ。
ごんぎつね
徹夜で考えてきた昔話を披露し、相手があっけに取られている隙に影絵の狐状にした手でサミングを叩きこむ。男色ディーノの地獄門の中に入ると充電が始まり相手を痺れさせる効果が付く。
シャイニングごんぎつね
膝立ちの相手に対し、プロレスLOVEポーズから相手の膝に足をかけそのままの形の手でサミングを叩きこむ。
タイムアタック
「タイム」を要求するポーズから騙し討ち的に繰り出される変形の地獄突き。
ラ・ケブラーダ
なかなか成功しない。

## タイトル歴
DDTプロレスリング
- KO-Dタッグ王座
  - 第25代（パートナーはプリンス・トーゴー）
  - 第33代（パートナーは佐々木大輔)

- KO-D6人タッグ王座
  - 第2代（パートナーは佐々木大輔、火野裕士）
  - 第4代（パートナーは星誕期、火野裕士）
  - 第11代（パートナーは竹下幸之介、遠藤哲哉）

- KO-D8人タッグ王座
  - 第4代（パートナーは青木真也、スーパー・ササダンゴ・マシン、平田一喜）
  - 第6代（パートナーは大鷲透、平田一喜、ヨシヒコ）

- KO-D10人タッグ王座
  - 第9代（パートナーは高梨将弘、植木嵩行、正田壮史、メカマミー）

- DDT EXTREME級王座（第24代、第33代、第44代）
- アイアンマンヘビーメタル級王座（第254代、第270代、第861代、第863代、第868代、第870代、第891代、第893代、第897代、第1275代、第1309代）

プロレスリング我闘雲舞
- IWA三冠統一王座（第2代）

## 入場曲
- Nadir's Big Chance（Peter Hammill）
  - 冒頭に「本多ボンバイエ」という掛け声が追加されている。
- I Ragazzi sono in Giro（Ligabue）
  - ヤス・ウラノらとのユニット「レッツゴー30's」の入場曲
- 僕のラブレター（Daisetz）

## エピソード
DRAGON GATEとの合同企画「DDG」の3WAYタッグマッチの際、対戦相手の新井健一郎に過去に闘龍門の書類選考で落とされたことを暴露されてしまう。ちなみに落選理由は「ヴィジュアルが気持ち悪いから」らしい。
おまけに試合中に提出した履歴書を岩佐拓に読み上げられ、「夢は望月成晃とバチバチとした試合をすること」と描いたことをバラされる。この後、同じく対戦相手だった望月（この試合では「望月魔蛇晃」として対戦、パートナーはポイズン澤田JULIE）と、バチバチファイトを展開した。

## 作品
自身が監督、出演した映画を自主制作してDVDとして販売している。
- アントニオの告白
- エスケープフロムフレンチカンカン／リヨンの天使
- OVER THE HILL

## Web出演
- ぶらり路上プロレス（2016年12月 - ）（Amazonプライム・ビデオ）